# Lorenzo Serra Ferrer
Lorenzo Serra Ferrer (katal. Llorenç Serra Ferrer, ur. 5 marca 1953 roku w Sa Pobla na Majorce) – hiszpański piłkarz i trener piłkarski.
Nigdy nie grał zawodowo w piłkę nożną. Na początku lat 80. rozpoczął pracę szkoleniową w klubie UD Poblense, który wprowadził do Segunda División. Następnie przez dziewięć lat pracował w Realu Mallorca, początkowo z drużyną młodzieżową, a od 1985 roku - z zespołem seniorów. Jego podopieczni w sezonie 1985–1986 wywalczyli awans do Primera División. Podobnym wyczynem - w rozgrywkach 1993–1994 - wyróżnili się piłkarze kolejnej drużyny prowadzonej przez Serrę Ferrera Realu Betis. Już w pierwszym sezonie w ekstraklasie zawodnicy Betisu zajęli trzecie miejsce, wyprzedzając m.in. Barcelonę i Valencię, a dwa lata później zagrali w finale Pucharu Króla.
W 1997 roku Serra Ferrer trenował drużynę młodzieżową Barcelony, a w sezonie 2000–2001 był szkoleniowcem zespołu seniorów. Jednak szybkie odpadnięcie z Ligi Mistrzów i słabsze wyniki w lidze sprawiły, że po trzydziestu dwu kolejkach został zmieniony przez Carlesa Rexacha.
Po trzech latach odpoczynku powrócił do Betisu, z którym sięgnął po drugi w historii klubu Puchar Króla.
W czerwcu 2006 roku został szkoleniowcem AEK Ateny. Awansował z nim do fazy grupowej Ligi Mistrzów oraz - na koniec sezonu 2006–2007 - zdobył wicemistrzostwo Grecji. W lutym 2008 roku, po dwu porażkach ligowych z rzędu, otrzymał wymówienie, mimo iż kilka dni wcześniej podpisał nowy kontrakt do 2011 roku.

## Sukcesy szkoleniowe
- awans do Segunda División z UD Poblense
- awans do Primera División w sezonie 1986–1987 z Realem Mallorca
- awans do Primera División w sezonie 1993–1994, III miejsce w lidze 1995, finał Pucharu Króla 1997 i IV miejsce w lidze 1997 oraz Puchar Króla 2005 i IV miejsce w lidze 2005 z Realem Betis
- wicemistrzostwo Grecji 2007 z AEK Ateny